# Yukata

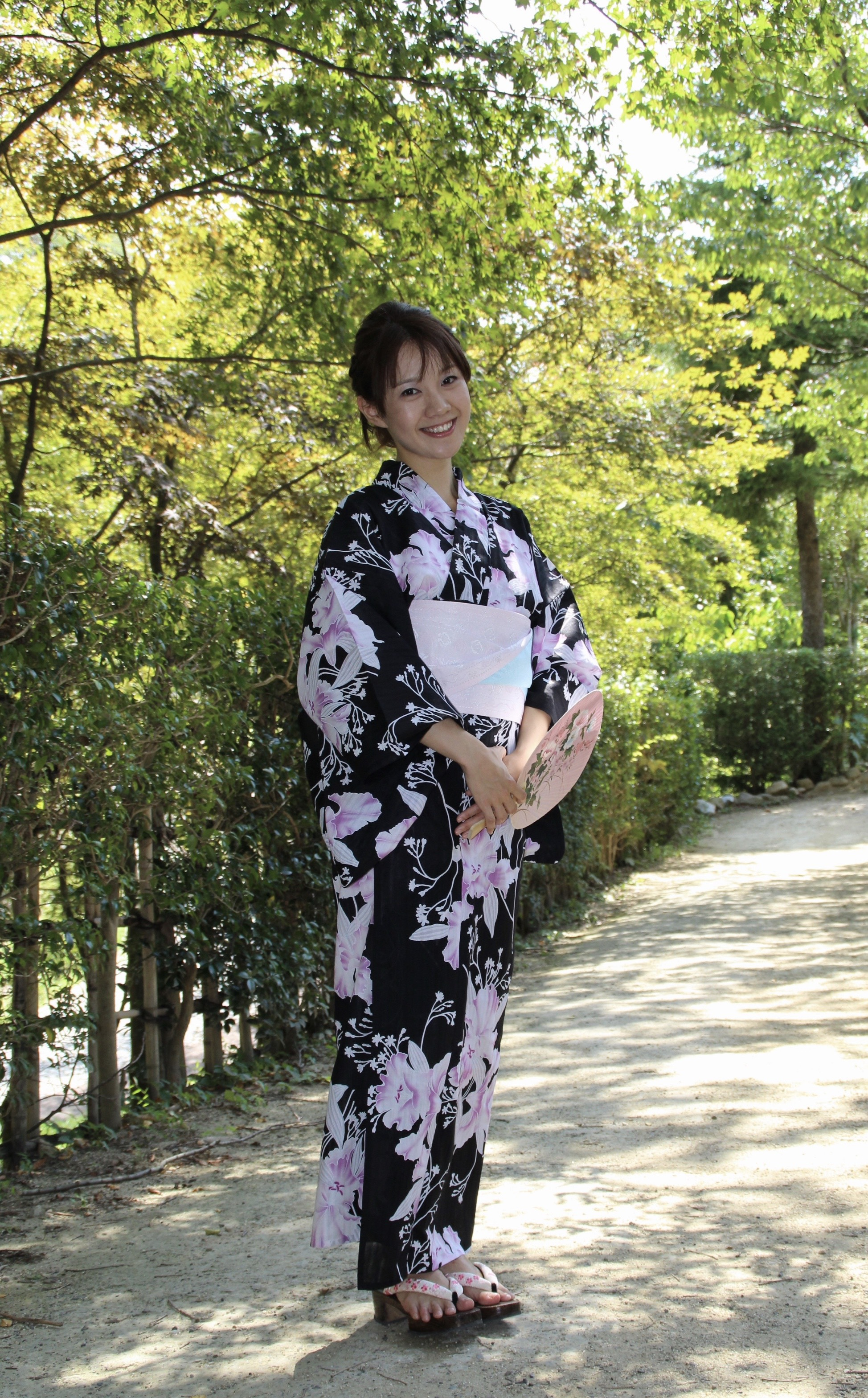
Una giovane donna con una yukata (Giappone)

Lo yukata (浴衣?) è un indumento prevalentemente estivo di solito di cotone, tradizionale giapponese. Viene indossato soprattutto, ma non solo, durante gli spettacoli pirotecnici, alle feste bon-odori e ad altri eventi estivi. Lo yukata non è considerato un kimono ed è un abito molto informale, assolutamente non adatto ad occasioni ed eventi formali.
C'è poi un altro tipo di yukata differente, che ha l'utilizzo di una vestaglia, solitamente indossato dopo il bagno nei ryokan, gli alberghi tradizionali giapponesi, infatti, yukata letteralmente significa abito da bagno.
L'indumento risale al periodo Heian (794-1185), quando i nobili indossavano lo yukata dopo il bagno. Durante il periodo Edo (1600-1868), invece, lo yukata veniva portato anche dai guerrieri.

## Stili e tessuti
Come altre forme di abbigliamento tradizionale giapponese, lo yukata ha maniche larghe e cuciture piatte. A differenza del kimono, è fatto generalmente di cotone, invece che di seta o tessuti sintetici, infatti è un indumento rinfrescante e non ha una fodera.

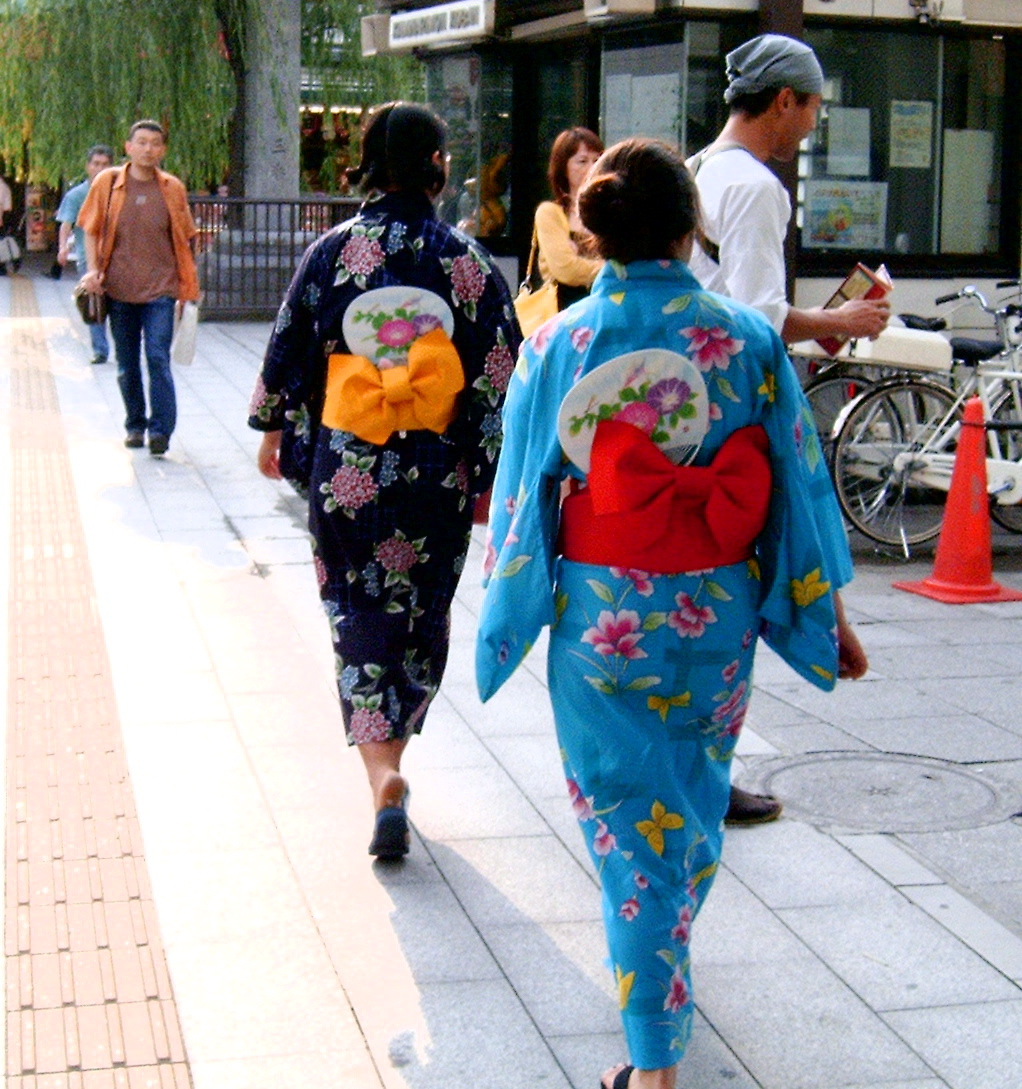
Due donne giapponesi che indossano delle yukata a luglio del 2005, Tokyo

Tradizionalmente lo yukata era di colore indaco, ma oggigiorno è disponibile in una vasta varietà di colori, fantasie e stili. Come per il più formale kimono, la vivacità dei colori è inversamente proporzionale all'età di chi lo indossa: ad esempio, una bambina può portare uno yukata di molti colori, una ragazza può portarlo con tinte floreali, mentre una donna anziana sceglierà colori più tradizionali come il blu scuro, con trame geometriche.
Dalla fine degli anni novanta, c'è stato un revival dello yukata, e molte giovani donne o ragazze adesso lo indossano nuovamente durante l'estate come segno distintivo e non soltanto per tradizione. Ad esempio, questo indumento è stato recuperato dal recente e giovanile Gothic Lolita in Giappone, nello specifico, dalla varietà Wa Lolita di questa moda, improntata sul connubio tra abbigliamento tradizionale giapponese e abbigliamento proprio della moda Lolita stessa.

## Indossare lo yukata
Il modo corretto per indossare uno yukata non è scontato. Come nel caso del kimono, Il lato sinistro dell'indumento viene sovrapposto sul lato destro (il contrario va evitato, dato che soltanto ai funerali si sovrappone il destro sul sinistro) e viene usato l'obi, una cintura apposita che viene legata in vita per chiudere lo yukata. Per lo yukata viene utilizzato l'obi chiamato hanhaba obi, che spesso si può trovare anche con il nodo a fiocco già fatto. Gli obi per kimono e yukata con il nodo già fatto si definiscono tsukuri obi.
Lo yukata, così come il kimono, per le donne, non è mai della stessa altezza della persona che lo andrà ad indossare, ma la lunghezza giusta dovrebbe essere di circa 5-10 cm in più rispetto alla propria altezza o al massimo di 5-10 cm in meno: il tessuto in eccesso viene infatti ripiegato in vita, andando a formare l'ohashori. Inoltre viene indossato con i geta, sandali tradizionali di legno e spesso accompagnato dalla borsetta kinchaku. 
Per fare la vestizione vengono usate tradizionalmente due fascette di tessuto mussola chiamate koshihimo e per perfezionare la vestizione c'è chi usa anche altri accessori opzionali, come ad esempio l'obiita di tipo estivo (che ha un tessuto leggero e traforato rispetto a quelli classici), che sarebbe una sorta di fascia semi rigida che si mette sotto l'obi per renderlo liscio e senza pieghe e chi vuole può completare la vestizione con obijime decorativo da yukata, una cordicina fine che si lega attorno all'obi, spesso decorata con perline e strass e nodi decorativi, oppure con il puchi heko obi, una fascia di tessuto molto leggero che si lega in vita lasciandosi intravere appena sopra l'obi, ricordando l'obiage nel kimono, e formando un'ulteriore sorta di fiocco dietro allo yukata.
Per quanto riguarda gli uomini, lo yukata, come per il kimono, a differenza di quello per donna, deve avere la lunghezza giusta per la propria altezza e viene anche indossato dai lottatori di sumo. I lottatori più giovani devono indossarlo in pubblico, indipendentemente dalle condizioni atmosferiche o dalla stagione. Durante l'estate tutti i lottatori tendono a portarlo.
Anche per l'uomo viene utilizzato l'obi, che si chiama kaku obi, che per lo yukata deve essere di cotone (di seta per il kimono), oppure l'heko obi e viene legato a vita bassa. 
Per la vestizione di solito serve solo un koshihimo.
Vengono indossati ai piedi i geta maschili, volendo accompagnati dalla borsa kinchaku per uomo.
C'è poi il tipo di yukata che ha l'utilizzo di una vestaglia, ed è differente dal classico yukata. Sia gli uomini che le donne lo portano negli alberghi tradizionali giapponesi (ryokan) o alle terme (onsen). Dopo essere entrate nell'albergo, le persone spesso si cambiano d'abito, indossando lo yukata fornito dal ryokan.